# Wetsinge
Groot Wetsinge en Klein Wetsinge (Gronings: Groot Wetsen en Klain Wetsen) zijn twee dorpen in de gemeente Het Hogeland in de provincie Groningen. Beide dorpen, die nog geen halve kilometer van elkaar liggen, worden tezamen ook wel Wetsinge (Wetsen) genoemd.

## Beschrijving
De naam Groot Wetsinge is een wat verwarrende naam; er staan namelijk minder huizen dan in Klein Wetsinge. Groot betekent hier hoog, vanwege de wierde waar het dorp op ligt. Klein Wetsinge, even ten zuiden van Groot Wetsinge, ligt niet op zo'n kunstmatige hoogte.
Het Wetsingermaar en de Wetsingerzijl zijn genoemd naar Wetsinge. Dit duidt erop dat het in oude tijden een belangrijk dorp moet zijn geweest. De eerste bewoning van de wierde van Groot Wetsinge stamt uit de 3e eeuw v.Chr. In de wierde zijn verschillende vondsten gedaan, waaronder een aarden lampje uit de 1e eeuw. De wierde vormt onderdeel van een cluster van wierden langs de oostelijke oever van de Hunze. Een nog gave wierde verheft zich aan de overzijde van de weg tussen Winsum en Groningen; de Schellingheheert. Rond 1890 werd de wierde van Groot Wetsinge aan oostzijde voor een klein deel afgegraven. Dit gedeelte werd bemalen door het molentje van de Lugtenborg's polder.

## Kerk van Wetsinge

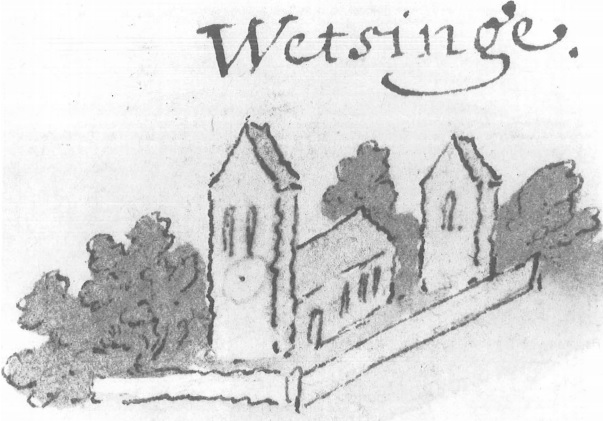
De kerk van Groot Wetsinge op de kaart van Regemortes met de beide torens.

Afgaande op het type en de manier van gebruik van de tufsteen zal de eenvoudige zaalkerk van Groot Wetsinge in eerste aanzet zijn gebouwd in de 11e of 12e eeuw. Mogelijk had de kerk een houten voorganger, maar hiervan is bij de archeologische opgravingen van 1987 niets teruggevonden. De parochie - en daarmee de kerk - komt voor het eerst voor in de 15e eeuw onder de namen 'Werschum', 'Wessinge' en Wetsinge in kerspellijsten van Münster. De beschermheilige van de kerk is onbekend. De vrijstaande gotische klokkentoren, die voorkomt op de kaart van Joannes Baptista van Regemortes uit 1643 of 1644 (maar de situatie aangeeft van 1578), werd waarschijnlijk in de 13e of 14e eeuw ten zuidoosten van de kerk gebouwd, toen meer vrijstaande kerktorens werden gebouwd in Groningen. Kort na 1645 werd de toren afgebroken. Omdat de klei sterk genoeg was had de toren geen fundering, waardoor niets van de toren is teruggevonden.
Wetsinge viel onder de hoofdelingen uit het geslacht Onsta, die ten noordoosten van Wetsinge de Onstaborg bouwden (gesloopt in 1801). De datering van het bakstenen koor dat het tufstenen koor verving is onzeker, maar wordt geplaatst op midden 16e eeuw. Tussen 1616 en 1630 (dus nog voor de sloop van de oude toren) werd een nieuwe toren gebouwd aan westzijde van de kerk, die de oude verving. Later werd aan de zuidmuur een steunbeer aangebracht. Begin 19e eeuw raakte de kerk in verval en in 1840 werd ze net als die van Sauwerd gesloopt om te worden vervangen door de in hetzelfde jaar, onder leiding van architect P.M. Kruizinga, gereedgekomen kerk aan de molenstreek, halverwege tussen Wetsinge en Sauwerd. De plek van de nieuwe kerk werd vervolgens in de volksmond Klein Wetsinge genoemd. Later kreeg het streekje een eigen plaatsnaambord. Deze kerk heeft een sobere neoclassicistische gevel. Waarschijnlijk werd de preekstoel overgeplaatst naar de nieuwe kerk en vanuit de vroegere Sauwerdse kerk werd de kerkklok uit 1609 overgebracht. De gecombineerde hervormde gemeente Wetsinge-Sauwerd fuseerde later tot de PKN-gemeente Adorp-Wetsinge-Sauwerd. Het huidige kerkorgel van orgelbouwer Jan Doornbos stamt uit 1914 en verving een kabinetorgel, dat een tweede leven kreeg in een café in het dorp.

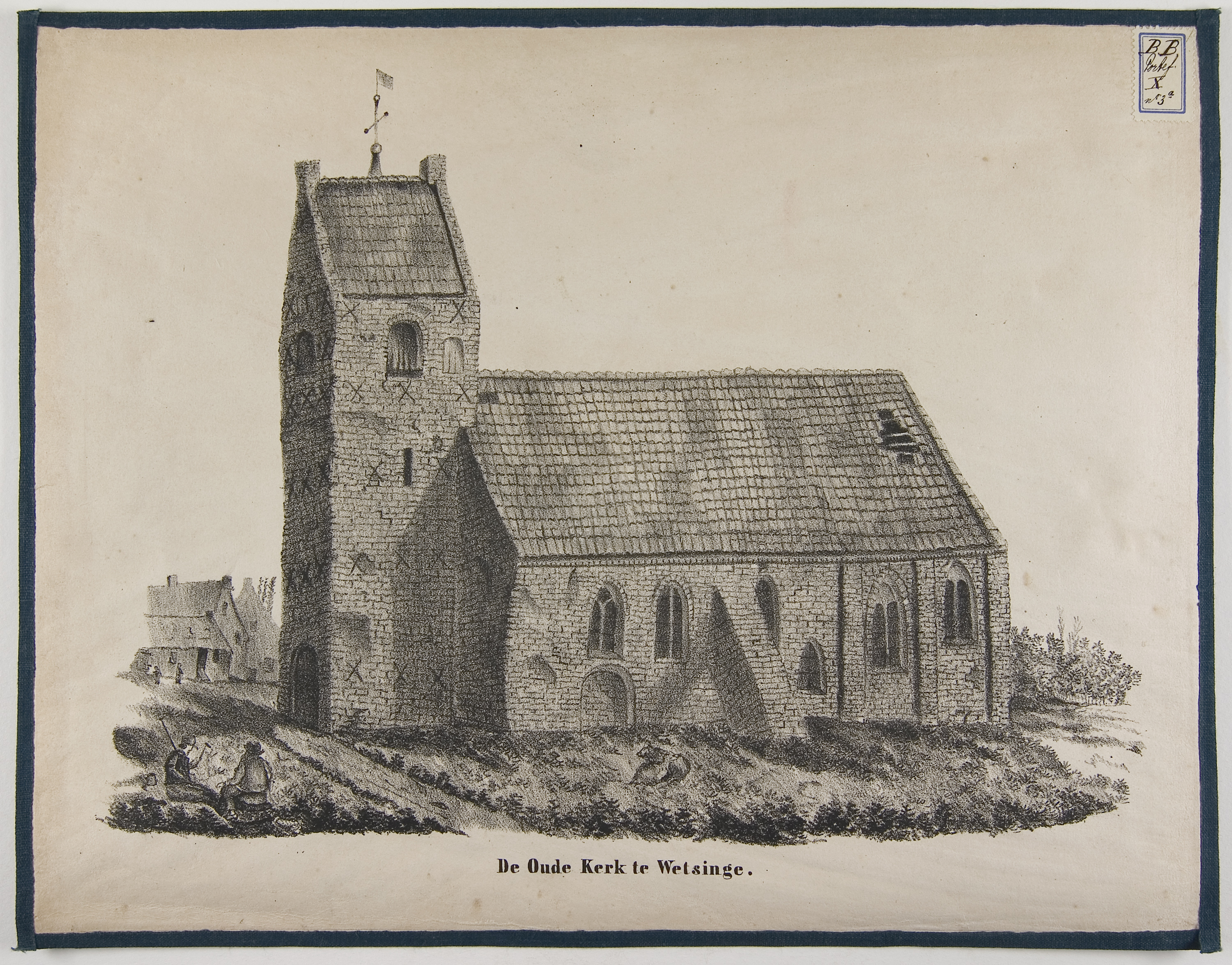
Tekening van de oude kerk die in 1840 werd afgebroken
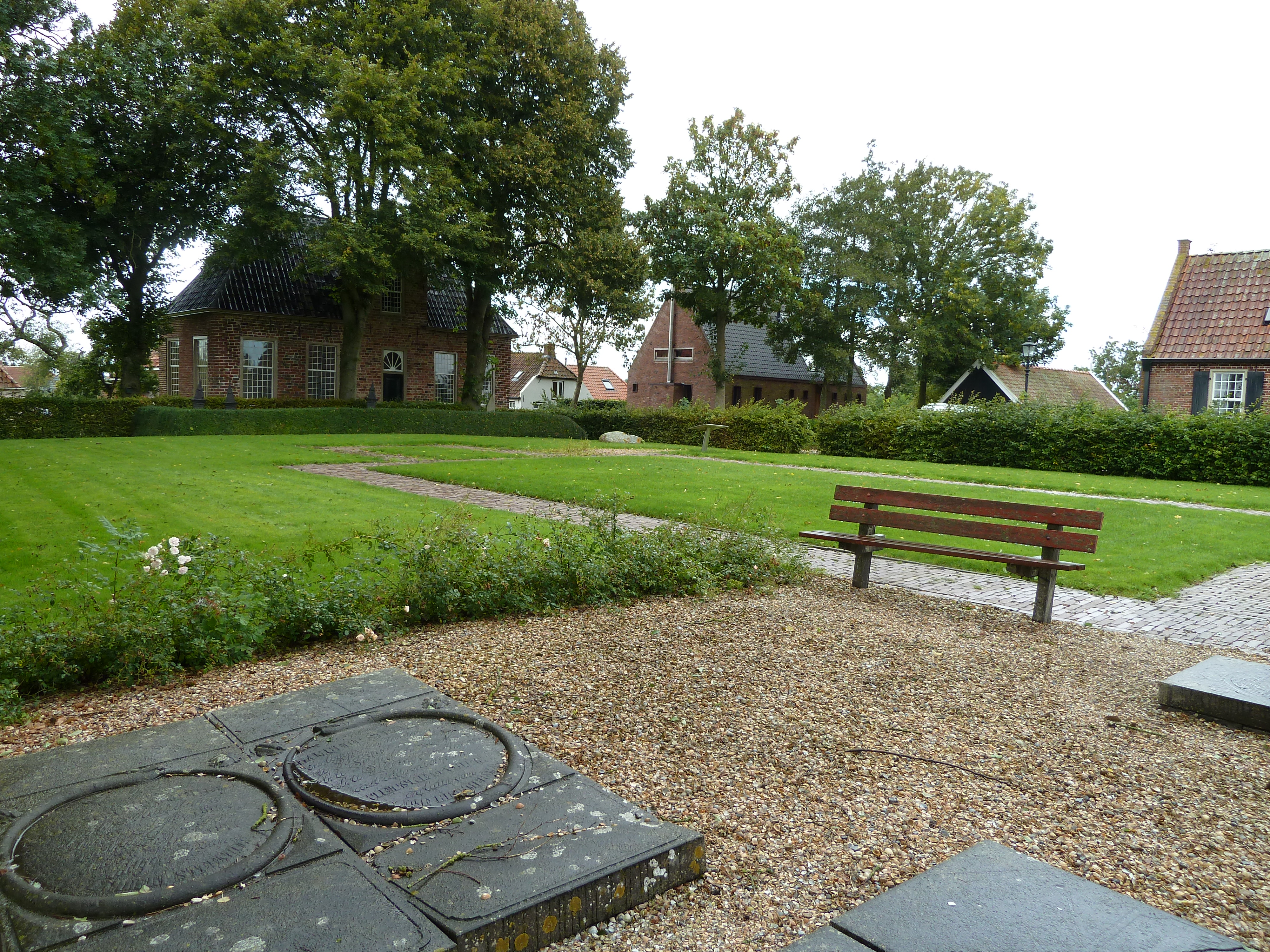
Gezicht op de bovenzijde van de wierde. In het gras de contouren van de vroegere kerk, links op de achtergrond de weem (pastorie) en uiterst rechts de kosterij.
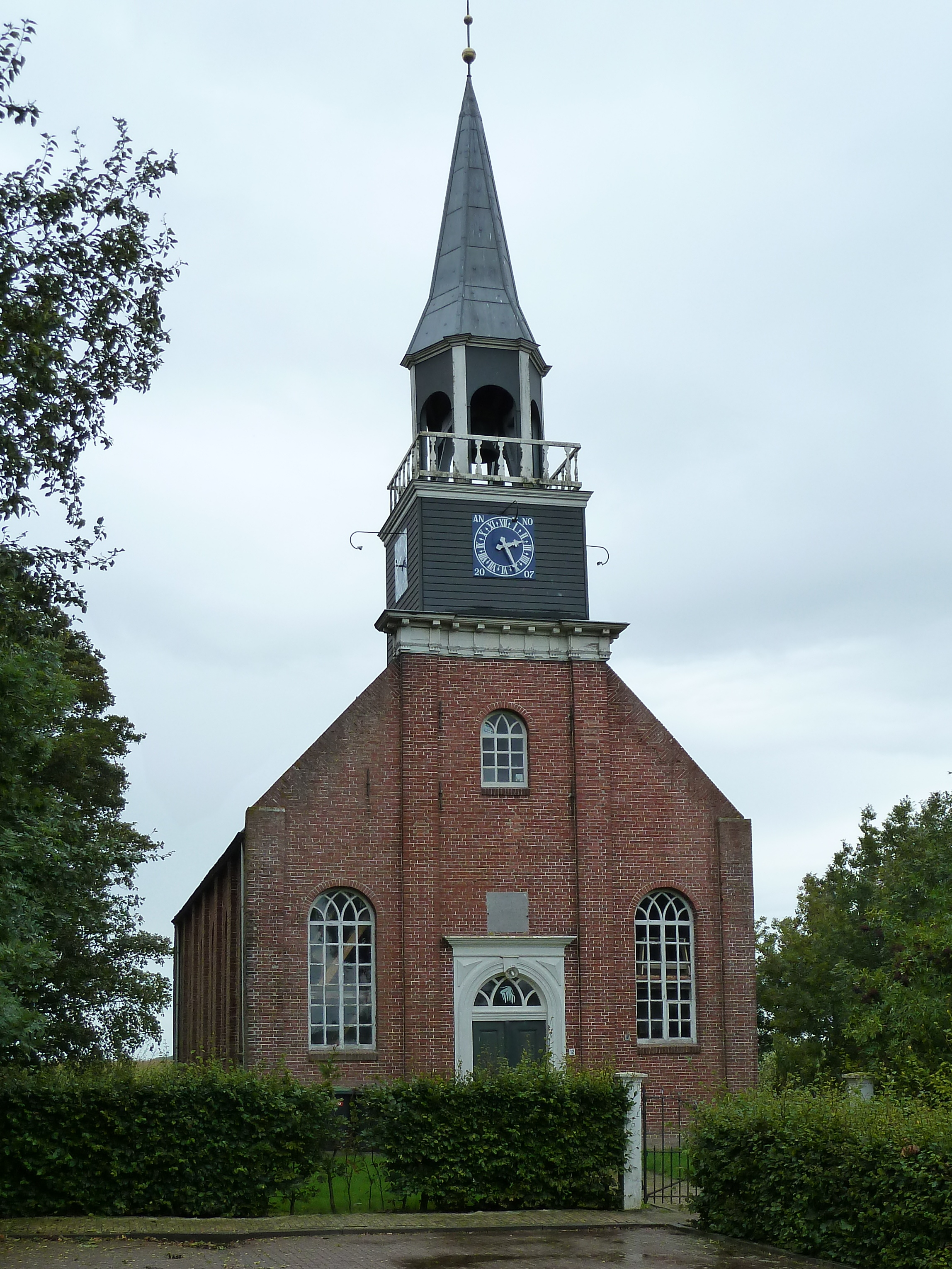
Zaalkerk van Klein Wetsinge uit 1840 (volgens gevelsteen) (2010)
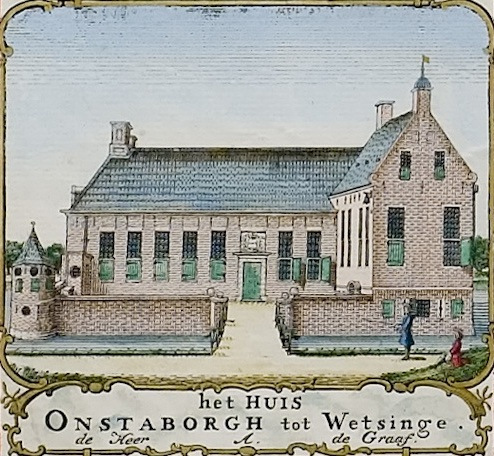
De Onstaborg op de kaart van Theodorus Beckeringh (1781)
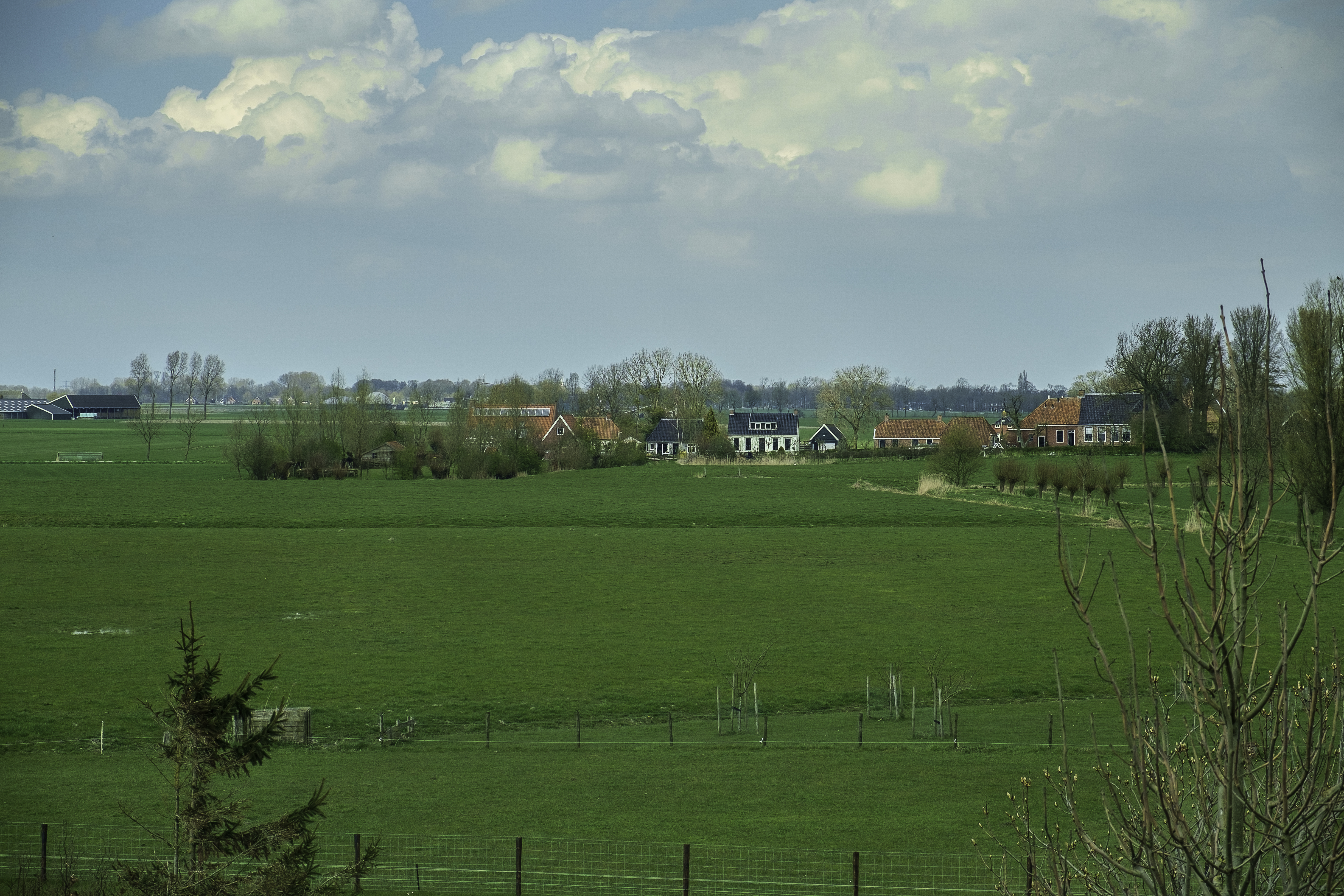
Uitzicht op een deel van Groot Wetsinge vanuit het uitkijkpunt boven in de kerk van Klein Wetsinge

## Bezienswaardigheden
Groot Wetsinge heeft een opvallende weem (pastoriehuis), waarvan de oudste delen dateren uit de 13e eeuw. Het gebouw is zeer vaak gerestaureerd en werd elke 100 jaar ingrijpend gewijzigd. Vanaf 1884, toen de pastorie verhuisde naar Klein Wetsinge (vandaar in 1967 verhuisd naar Adorp), was er ongeveer 100 jaar een smederij (met veehouderij) in gevestigd. In de jaren 1980 verdween de laatste smid en verviel het gebouw. In 2000 werd het gerestaureerd. Deze pastorie is sinds kort door de huidige eigenaren opengesteld voor kleinschalige bijeenkomsten en concerten.
In Groot Wetsinge staat een herbouwde kosterij die waarschijnlijk oorspronkelijk uit het einde van de 16e, begin 17e eeuw stamt. Hier werd vroeger les gegeven aan de kinderen van het dorp. In 1970 was het gebouw erg in verval geraakt en de eigenaar wilde het daarop slopen om te vervangen door een nieuw gebouw. Het huis stond op de nominatie om op de monumentenlijst te worden geplaatst, maar de eigenaar kreeg toch toestemming van de gemeente Winsum. Dat leidde tot protest van de directeur van het Openluchtmuseum Het Hoogeland in Warffum. Hij kreeg de eigenaar zo ver dat hij het gebouw schonk aan zijn museum om het zeldzame middeleeuwse gebouw zeker te stellen voor de toekomst. In 1973 werd de resterende bouwval steen voor steen afgebroken met de bedoeling weer te worden opgebouwd bij het museum. De gemeente Warffum had daar geld voor gereserveerd. Maar het ministerie van CRM bepaalde dat het gebouw weer op zijn oude plek terug moest komen. De Rijksdienst voor Monumentenzorg liet het terrein tot archeologisch monument verklaren. Pastorie, kosterij en begraafplaats vormden een eenheid. In 1988 wist de stichting Woonhuismonumenten de benodigde subsidie bijeen te krijgen voor de herbouw van de kosterij op haar oude plaats en werden de stenen weer overgebracht uit Warffum. In 1989 verrees daarop de kosterij op haar oude plek in Groot Wetsinge.
De begraafplaats van Wetsinge had volgens een oude kaart 17 grafakkers met elk 3 legersteden, die elk 6 graven telden. Voor elk huis was tot 1892 (toen het kerkhof te vol werd) een legerstede gereserveerd. De begraafplaats werd gebruikt tussen 1850 en 1910.
Een bijzonderheid in Klein Wetsinge is de koren- en pelmolen De Wetsinger, die in 2015-16 volledig is gerestaureerd. De molen heeft een unieke inrichting en geldt als een van de molens met het meest gemoderniseerde binnenwerk dat volledig op windkracht kan draaien.

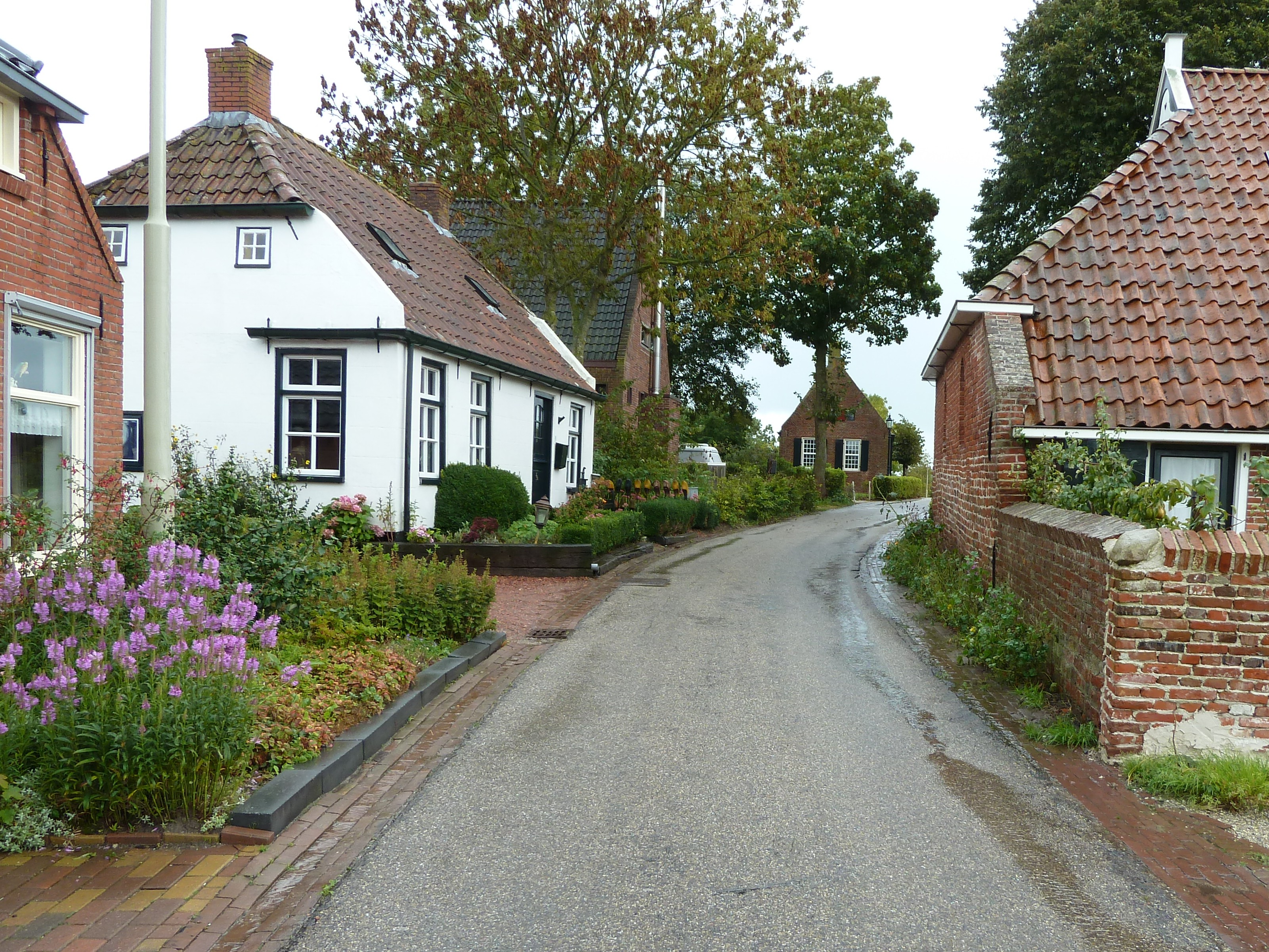
Straatbeeld in Groot Wetsinge (2010)
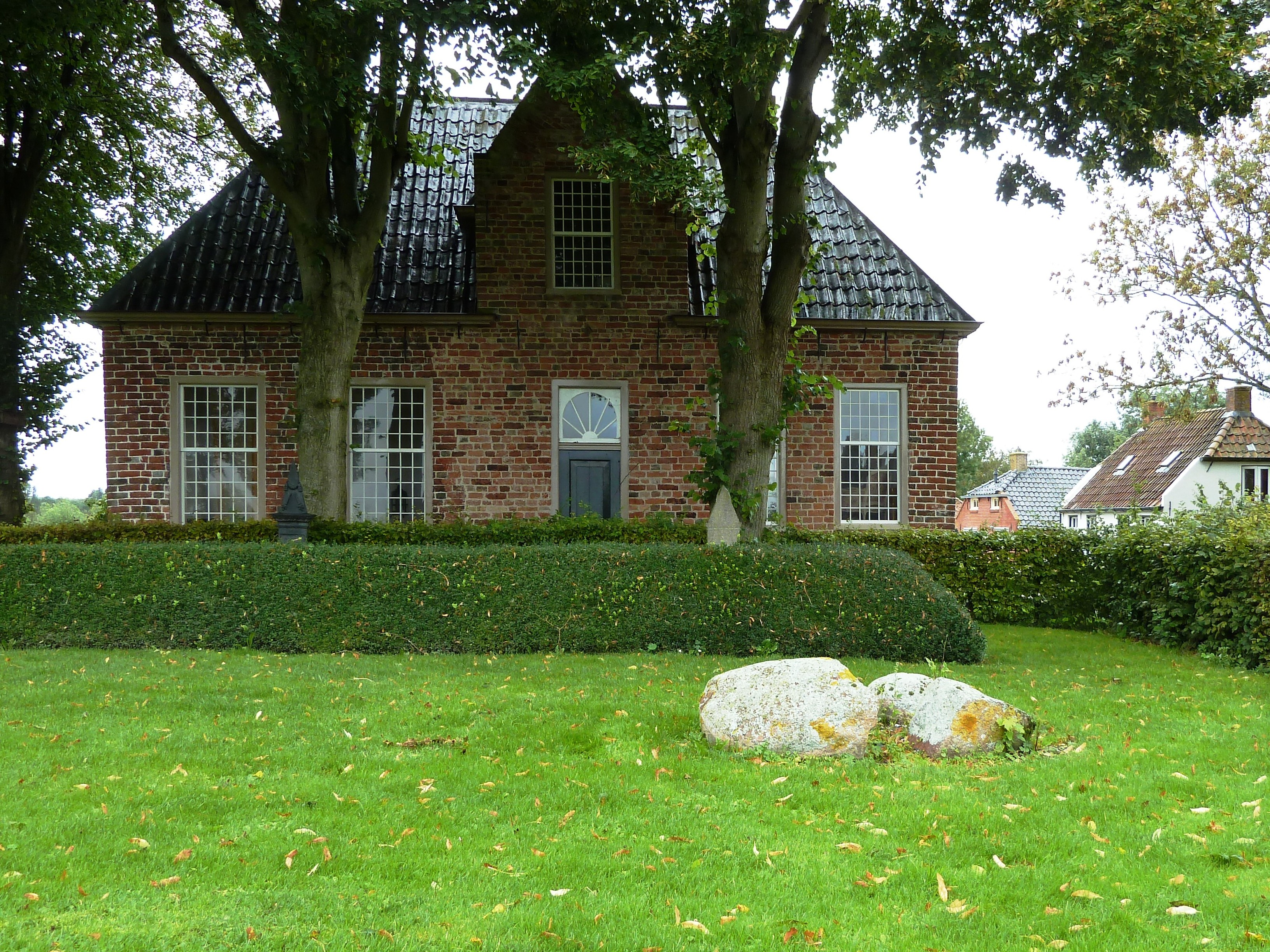
Pastorie in Groot Wetsinge (2010)
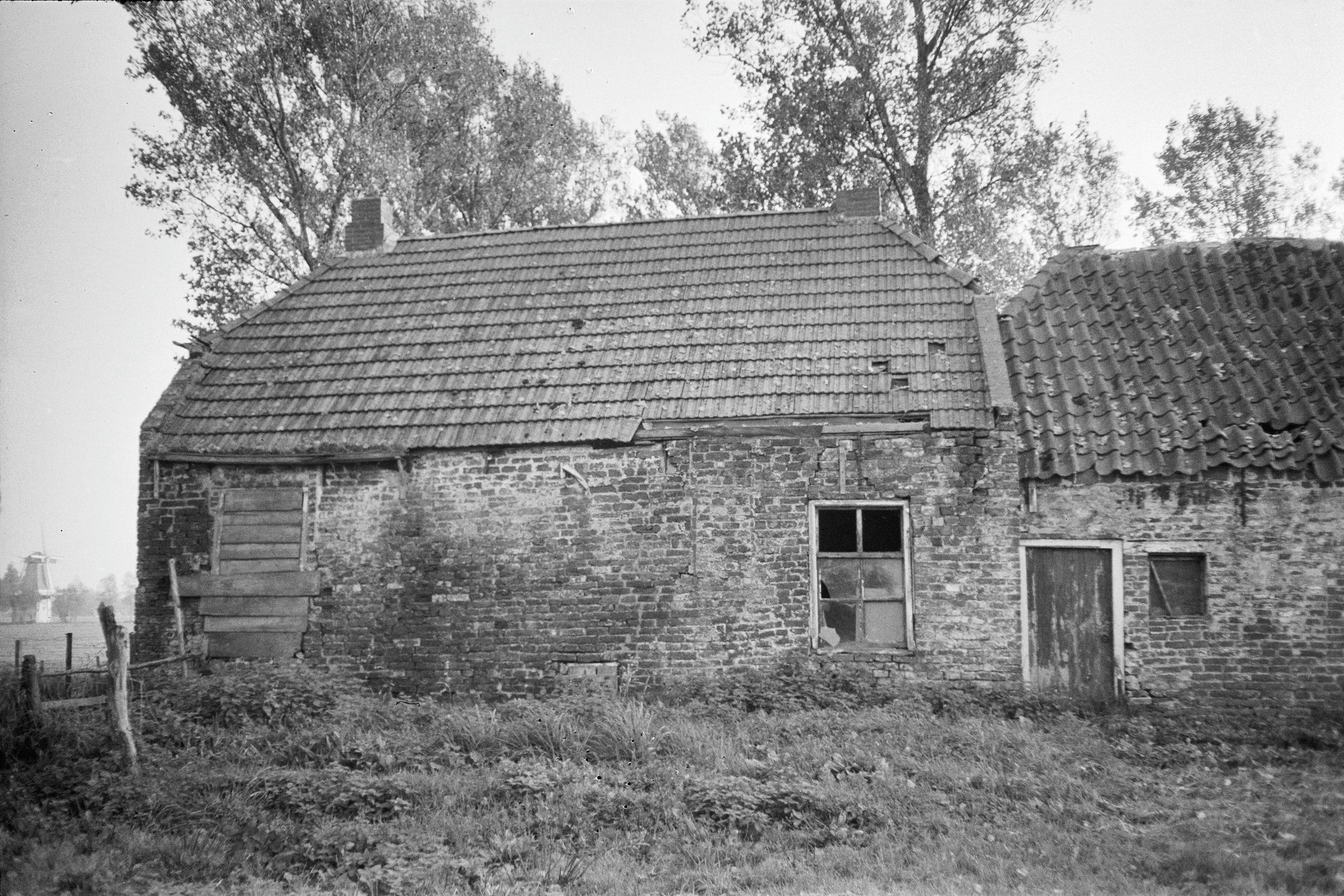
De oorspronkelijke kosterij vlak voor de afbraak (1970)
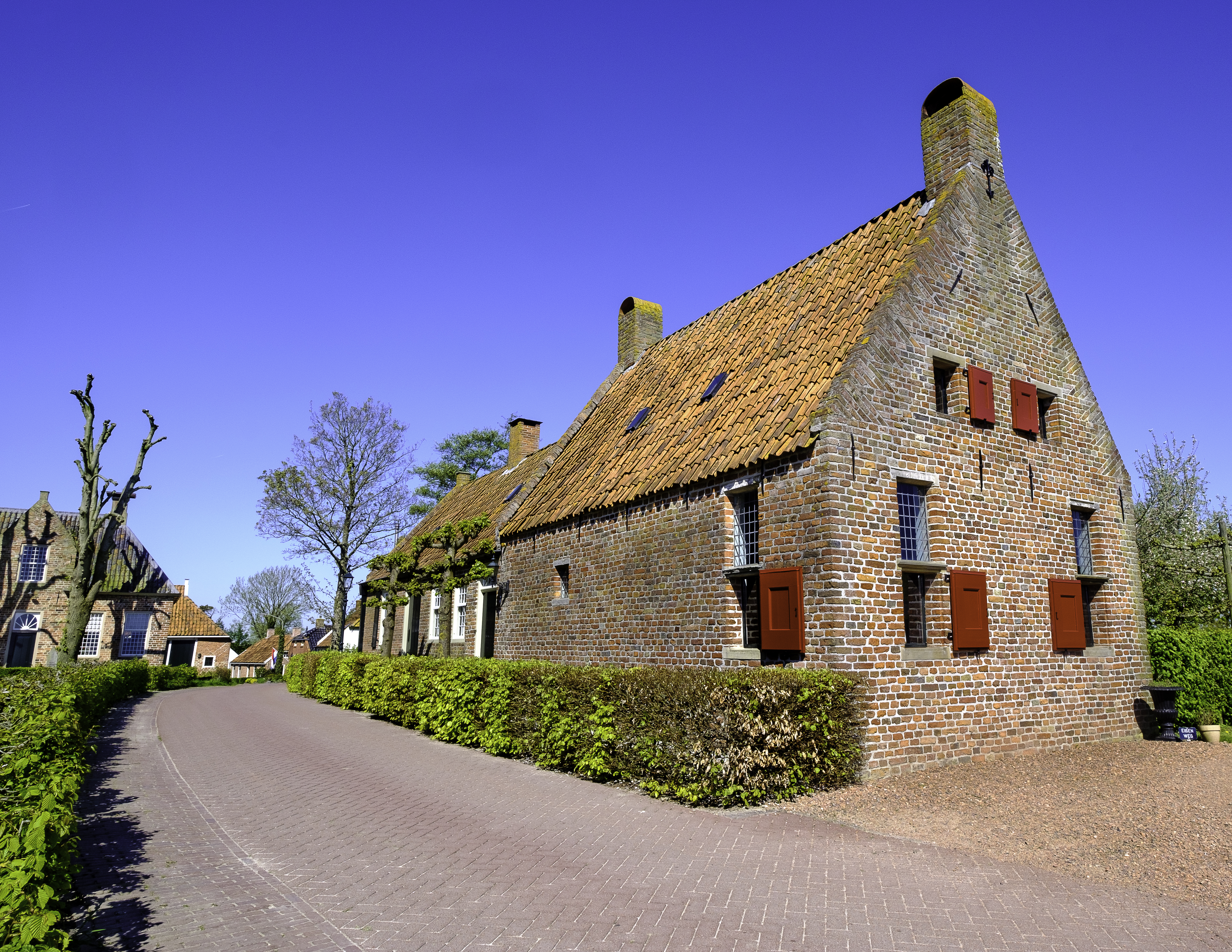
Vooraanzicht van de herbouwde kosterij.
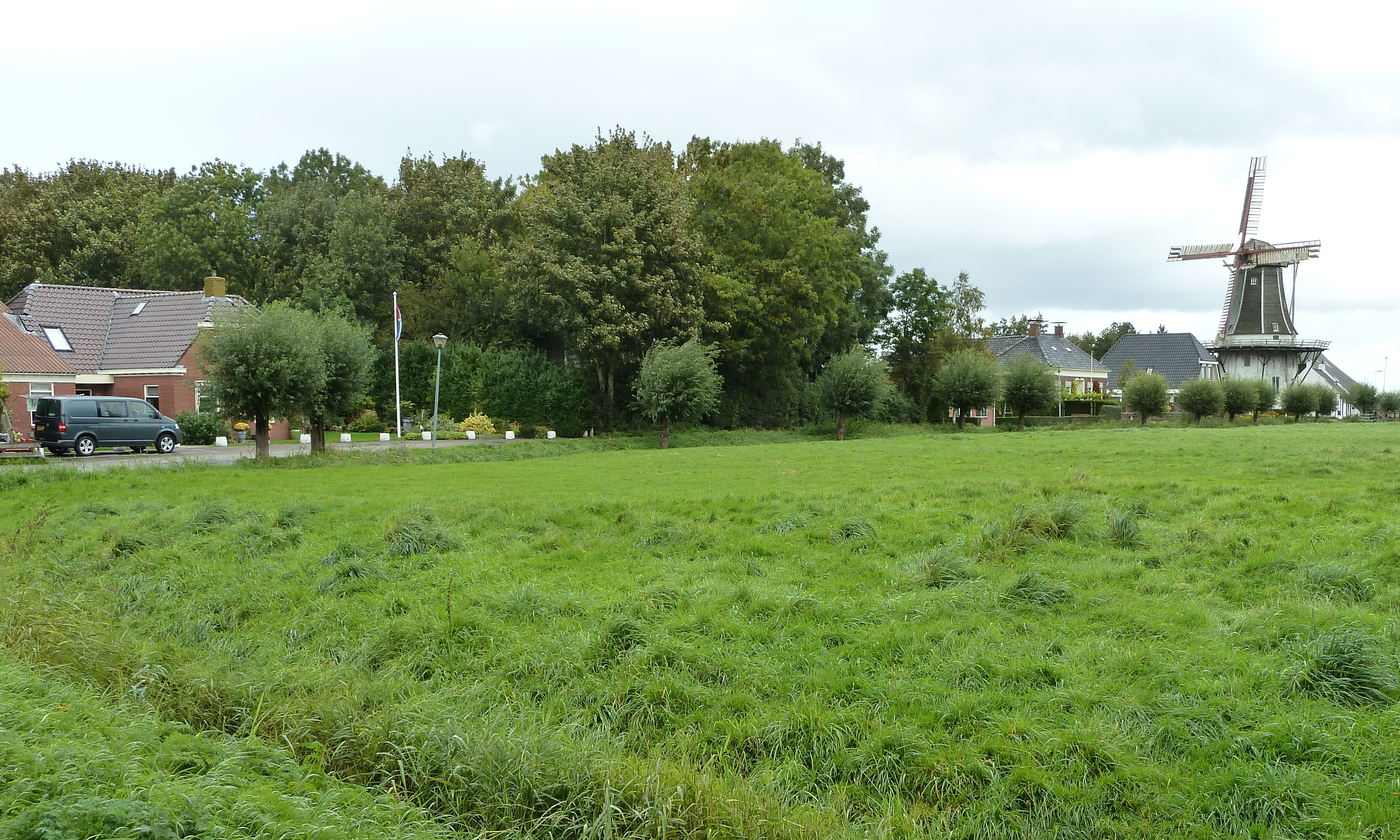
Gezicht op deel van Klein Wetsinge vanaf de kerk (2010)
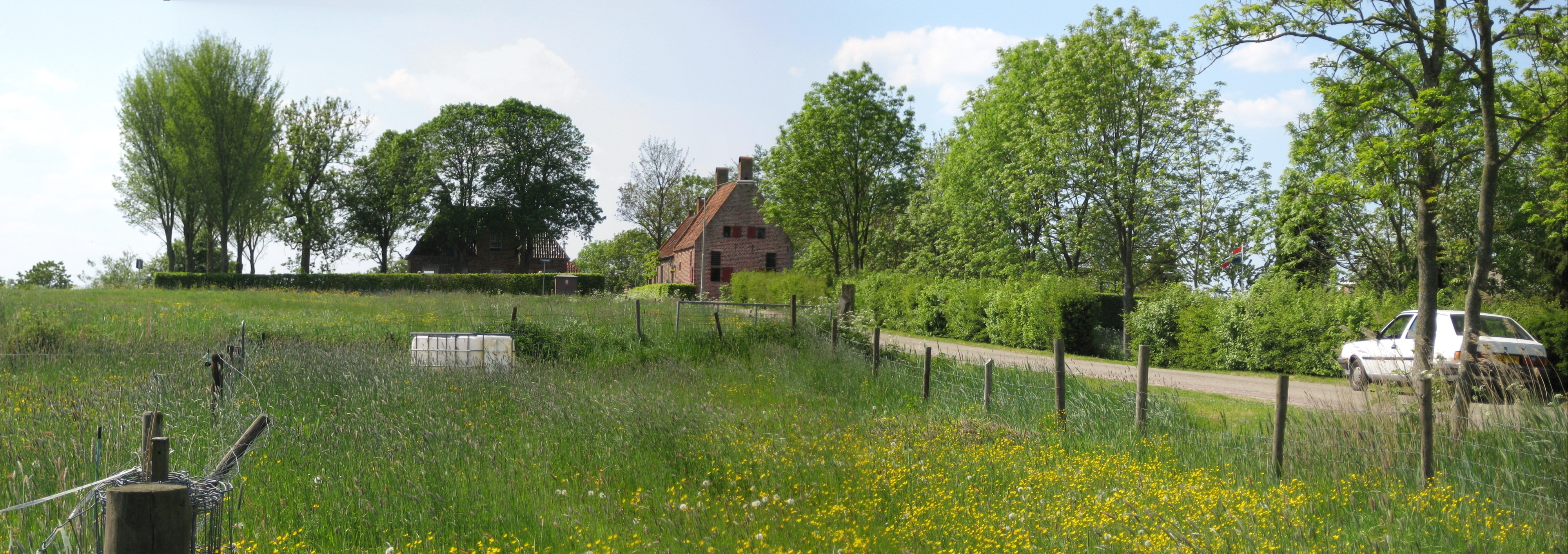
Groot Wetsinge vanaf de rijksstraatweg (2008)
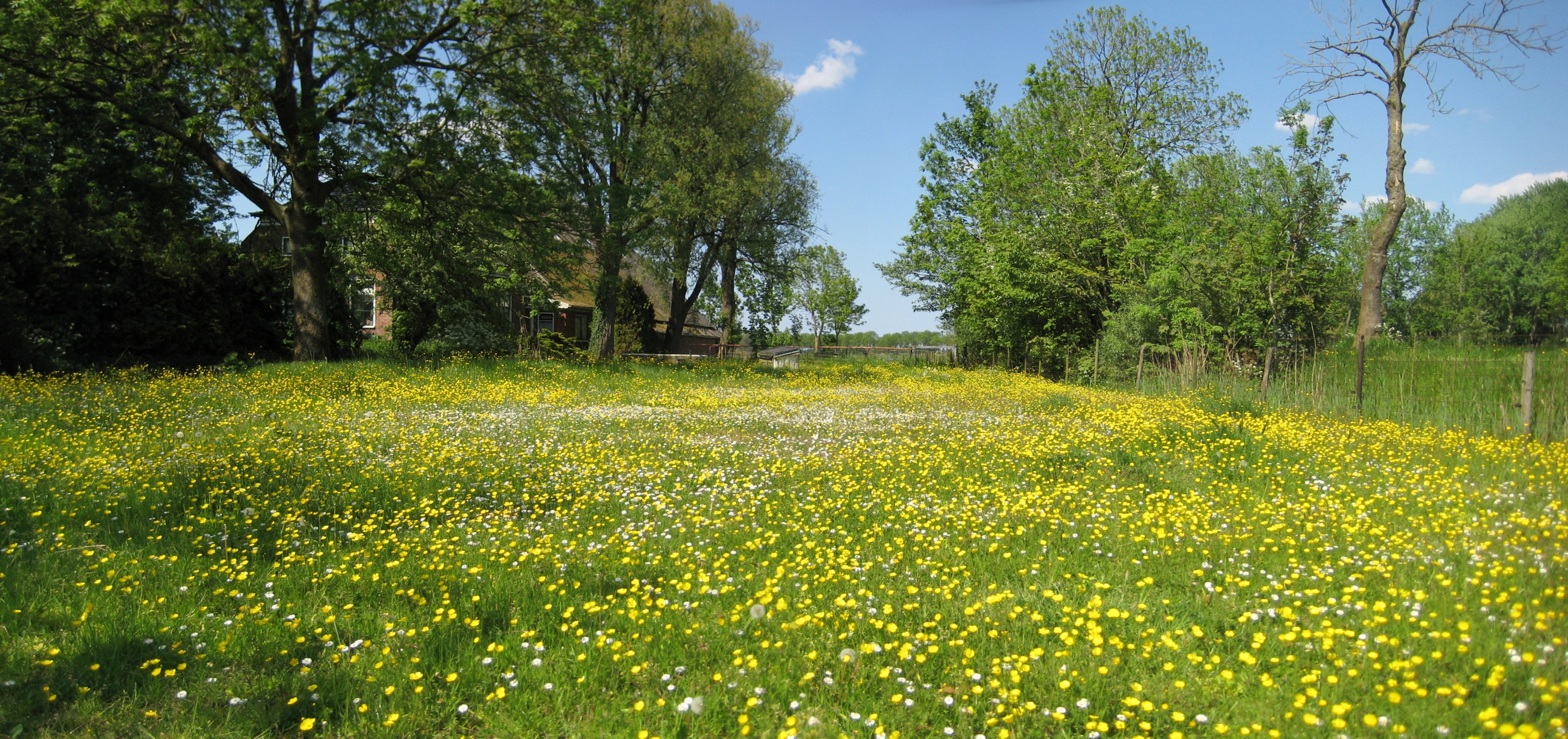
Weiland bij Groot Wetsinge (2008)
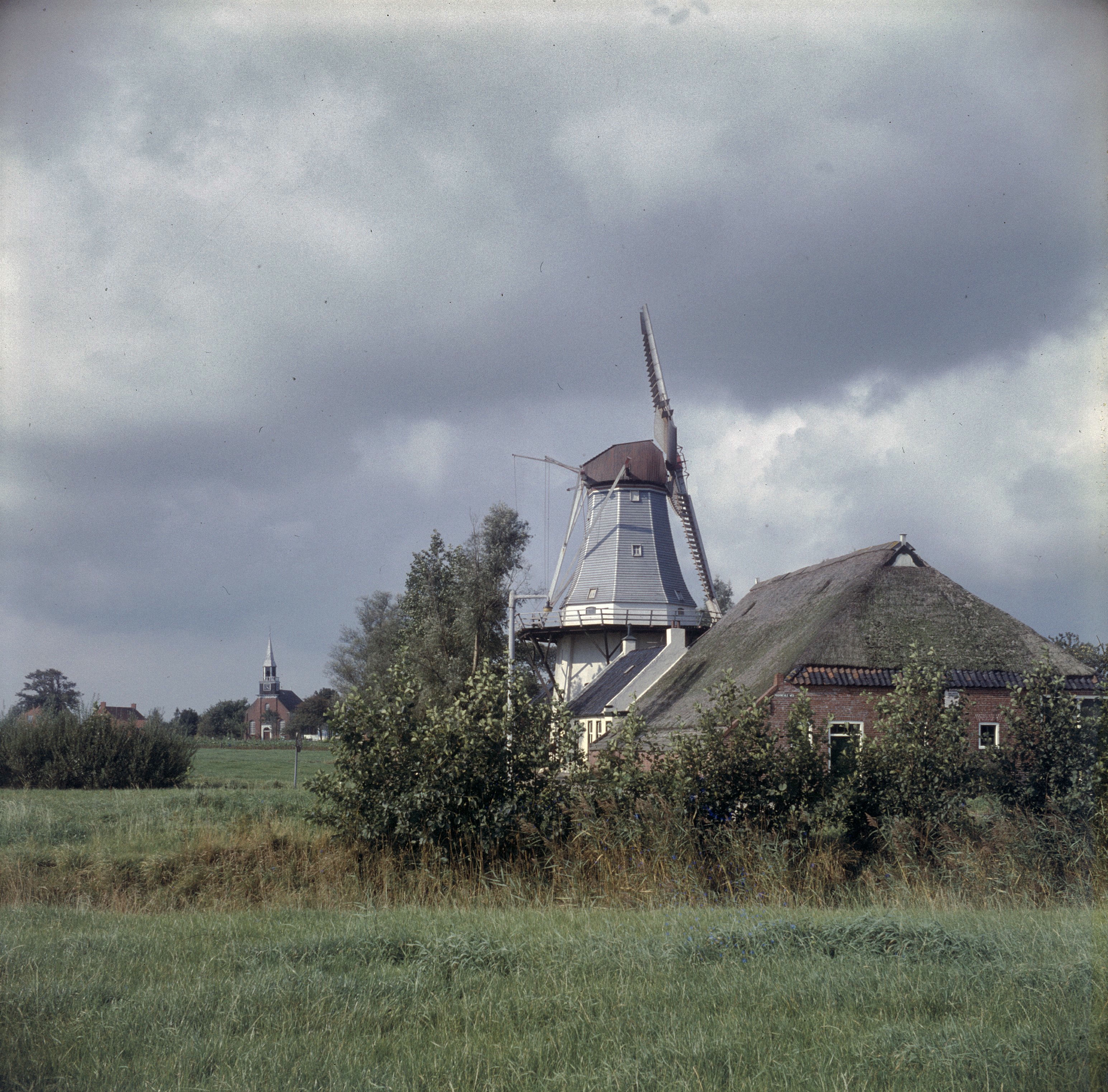
Molen De Wetsinger